# Schiebebühne

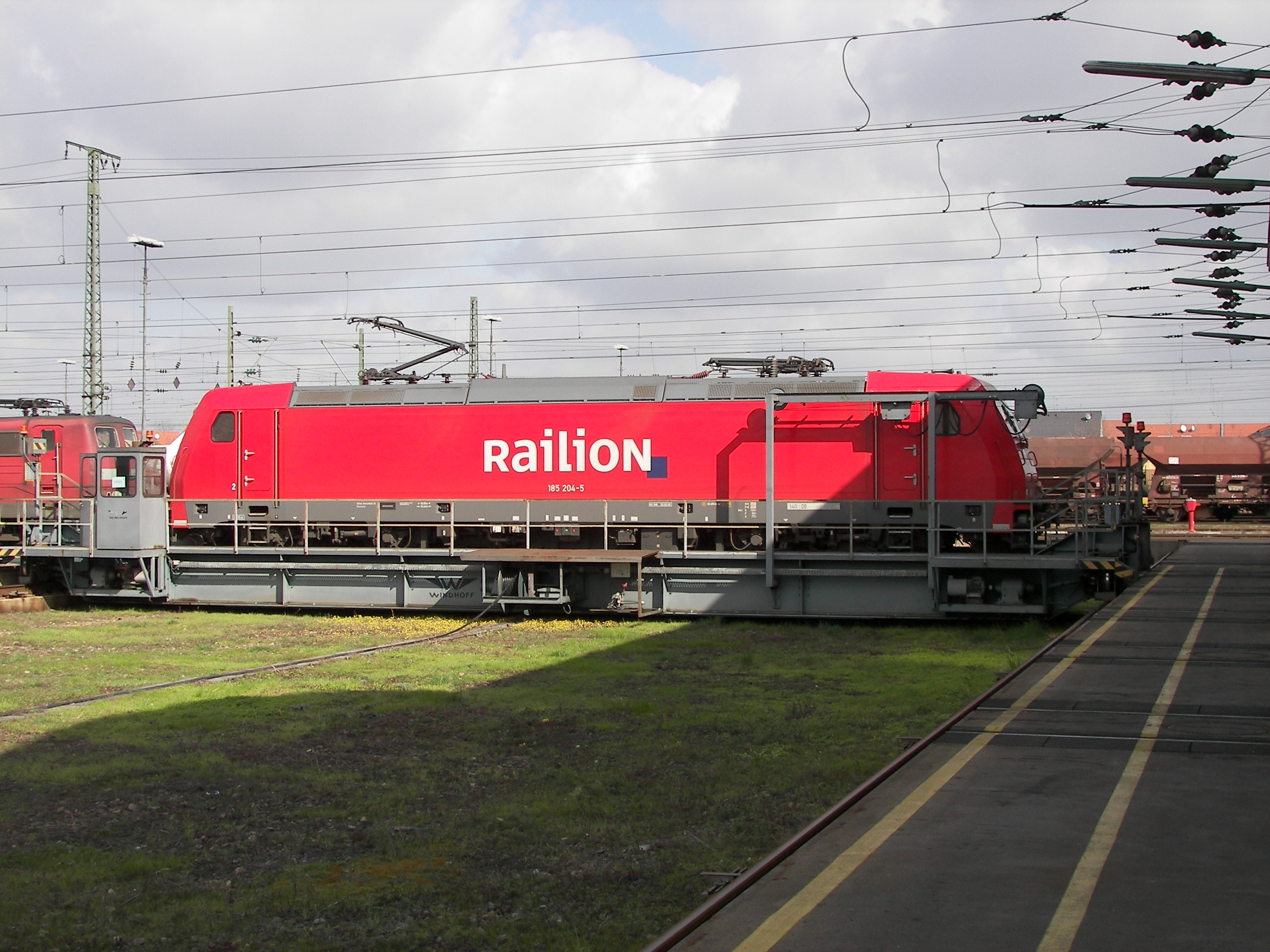
Eine BR 185 auf einer Schiebebühne im Rangierbahnhof Mannheim.

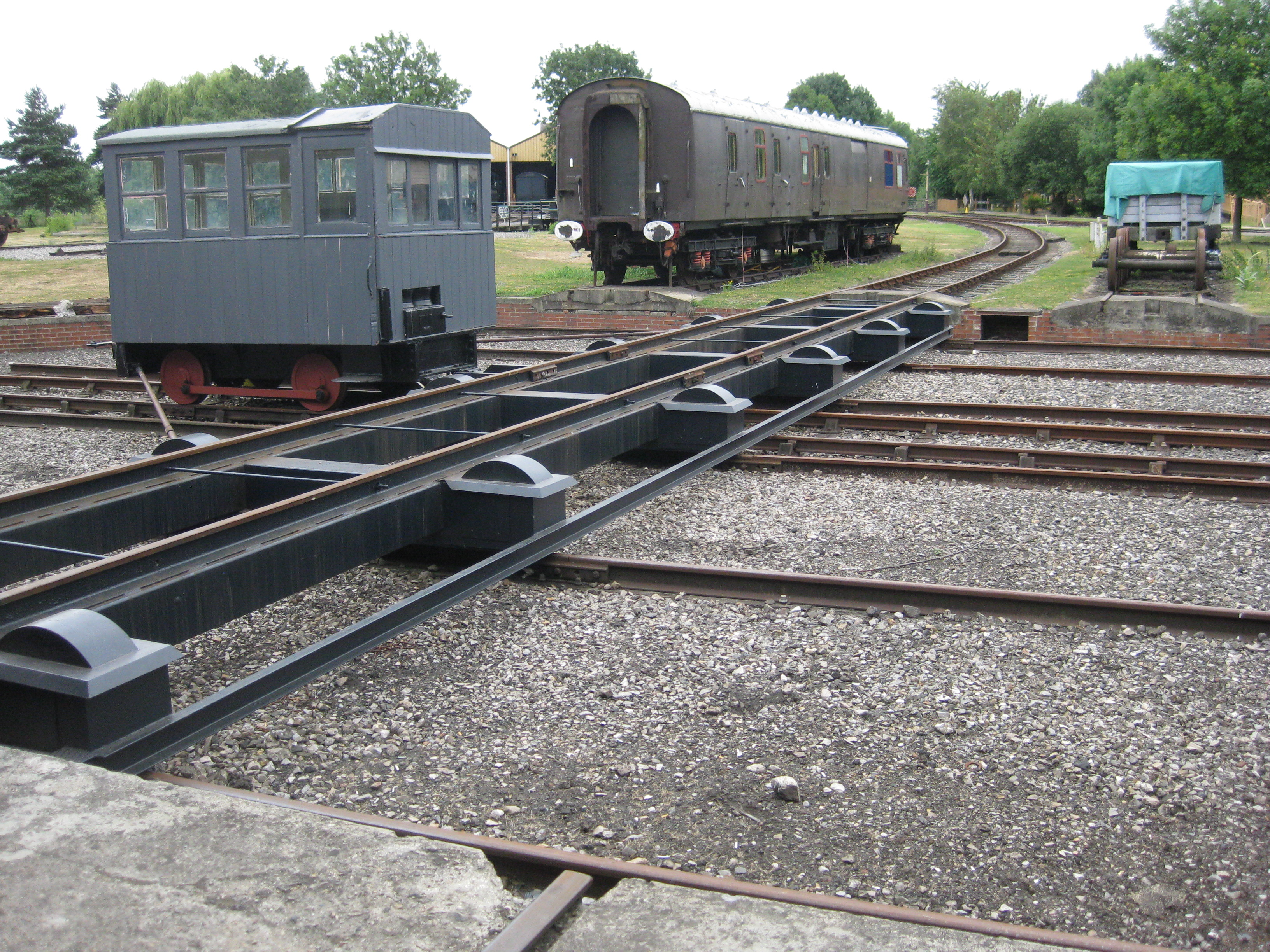
Einfache Schiebebühne im Didcot Railway Centre

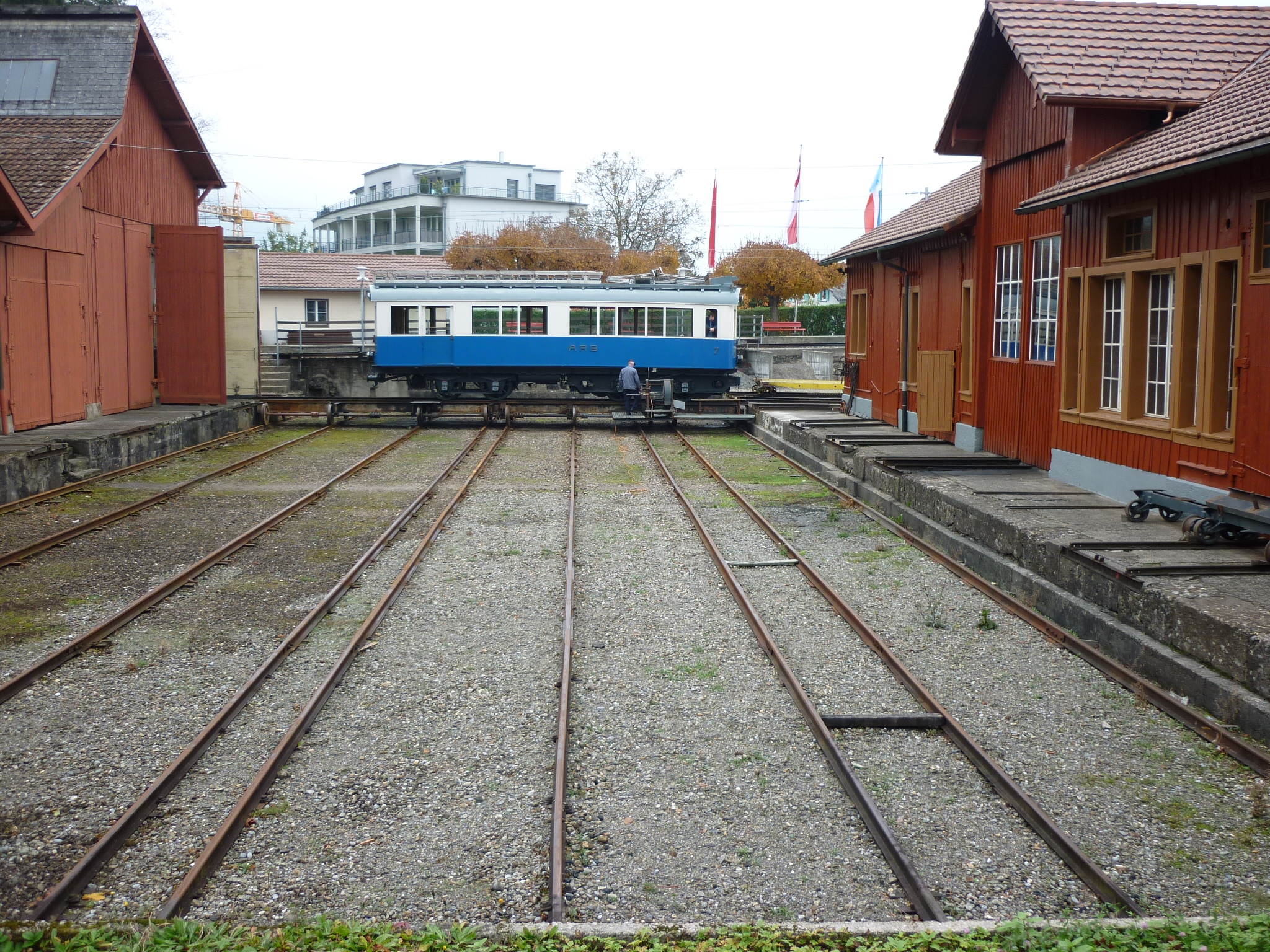
Schiebebühne im Depot der Arth-Rigi-Bahn in Goldau

Eine Schiebebühne dient dazu, auf engstem Raum zahlreiche parallele Gleise miteinander und mit einem oder mehreren Anschlussgleisen zu verbinden. Dazu ist ein Gleisstück querverschiebbar vor den Gleisen angeordnet. Sie erfüllen beim Umsetzen von Fahrzeugen den gleichen Zweck wie Drehscheiben, werden jedoch vorwiegend an rechteckigen Lokomotivschuppen und Werkstätten mit paralleler Gleisanordnung verwendet und können in ihrem Vorgang nicht die Fahrtrichtung eines Fahrzeuges ändern.
Sie werden in verschiedenen Formen gebaut, darunter als versenkte (der Gleisträger läuft in einer Grube), als flachversenkte (der Gleisträger läuft in einer befahrbaren flachen Senke) und als Flachschiebebühnen (der Gleisträger läuft über dem durchgehend befahrbaren Boden). In den letzten beiden Fällen führen Gleisrampen zum Gleisträger hinauf.
Zum Verschub von Lokomotiven die nicht aus eigener Kraft auf die Schiebebühne fahren konnten, werden entweder andere Triebfahrzeuge oder Rangiermittel, wie z. B. Seilrangieranlagen, genutzt. Während Fahrzeuge zum Verschieben die nutzbare Gleislänge der Schiebebühne einschränken, ist dies bei Seilrangieranlagen nicht der Fall. Eingesetzt wurden Anlagen mit nicht umlaufenden Seil, wie Spillanlagen oder Rangierwinden.
Teilweise dienen Schiebebühnen, ähnlich wie Segmentdrehscheiben, als Weichenersatz. Beim Zahnstangensystem Locher sind Weichen beispielsweise gar nicht möglich. Aber auch bei Kleinbahnen und in der Industrie werden sie, oft handbetrieben, eingesetzt. Gerade in Branchen, in denen die Produkte bei der Herstellung auf gleisgeführten Wagen bewegt werden müssen, sind sie unausweichlich. Sie sind daher oft in der keramischen Industrie (Ziegeleien, Porzellanherstellung) zu finden, wo die Waren auf Brennwagen durch Tunnelöfen gefahren werden.